# Мичуринское сельское поселение (Карачаево-Черкесия)
Мичуринское се́льское поселе́ние — муниципальное образование в Прикубанском районе Карачаево-Черкесии Российской Федерации.
Административный центр — посёлок Мичуринский.

## История
Статус и границы сельского поселения установлены Законом Карачаево-Черкесской Республики от 6 марта 2006 года № 13-РЗ «от 24 февраля 2004 года № 84-РЗ «Об административно-территориальном устройстве Карачаево-Черкесской Республики»

## Население
| 2002  | 2010  | 2012  | 2013  | 2014  | 2015  | 2016  |
| ----- | ----- | ----- | ----- | ----- | ----- | ----- |
| 1193  | ↗1410 | →1410 | ↘1382 | ↘1333 | ↘1331 | ↗1345 |
| 2017  | 2018  | 2019  | 2020  | 2021  | 2023  | 2024  |
| ↗1352 | ↘1345 | ↗1360 | ↗1366 | ↗1633 | ↘1612 | ↘1601 |
| 2025  |       |       |       |       |       |       |
| ↗1612 |       |       |       |       |       |       |

## Состав сельского поселения
| № | Населённый пункт | Тип населённого пункта          | Население |
| - | ---------------- | ------------------------------- | --------- |
| 1 | Водораздельный   | посёлок                         | ↗610      |
| 2 | Мичуринский      | посёлок, административный центр | ↗1023     |